# Sillimanit

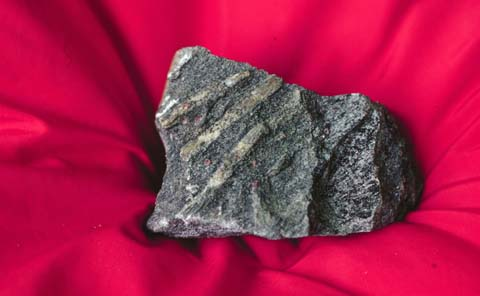
Sillimanit (mezozoik i paleozoik)

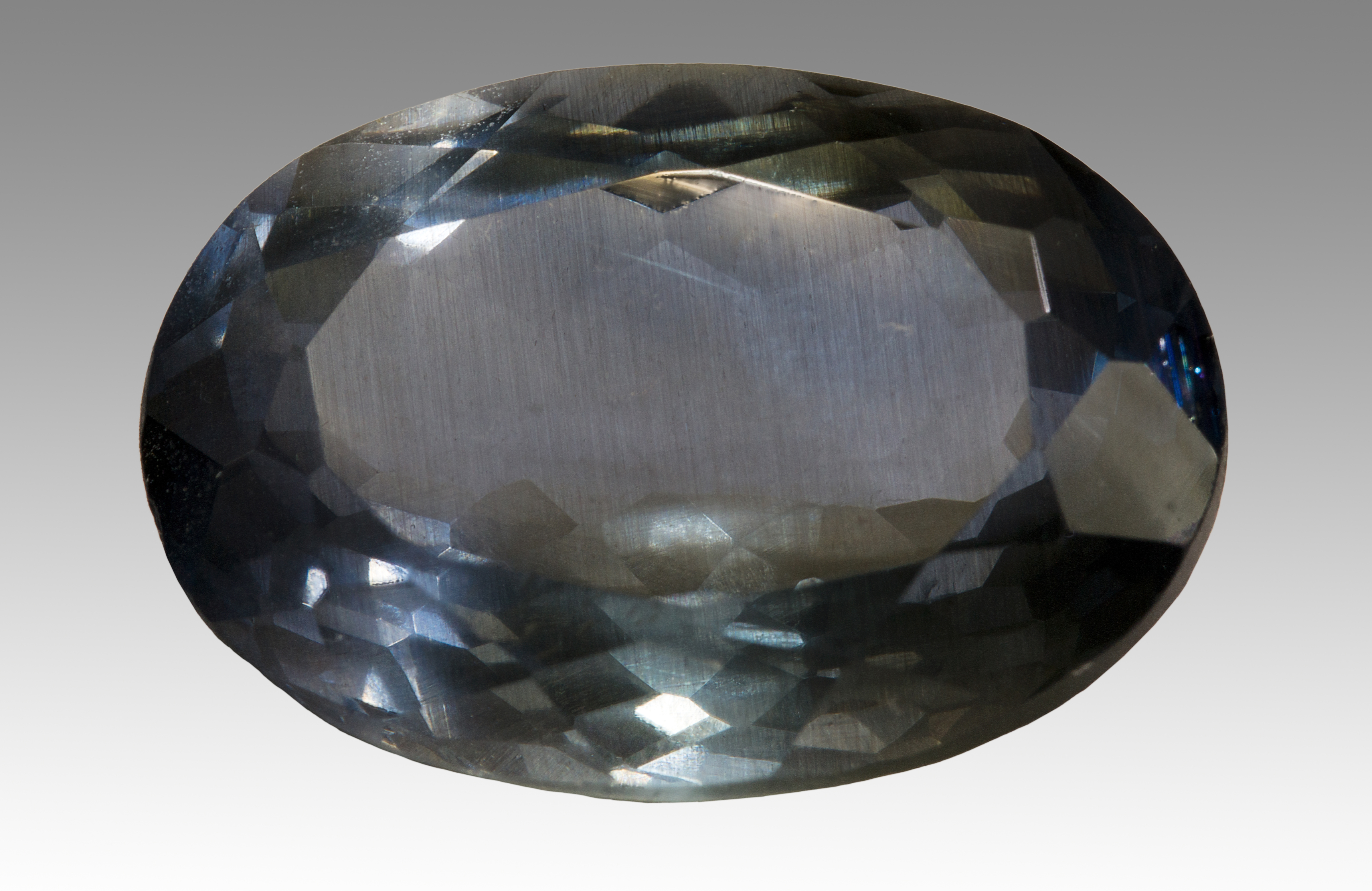
Sylimanit – cięcia jubilerskie

Sillimanit, sylimanit, silimanit – minerał, odmiana polimorficzna krzemianu glinu. 
Nazwa pochodzi od nazwiska amerykańskiego geologa i chemika Benjamina Sillimana (1779–1864).

## Właściwości
Sylimanit należy do krzemianów wyspowych. Tworzy on w skałach wydłużone kryształy, słupki i pręciki ułożone w równoległe pakiety, subtelnie włókniste formy noszą nazwę fibrolitu. Cienkie płytki minerału są bezbarwne. Charakter optyczny minerału dodatni; nie rozkłada się w kwasach.
Odmiany polimorficzne: andaluzyt (forma niskociśnieniowa) i kyanit (dysten; forma wysokociśnieniowa).

## Występowanie
Występuje w skałach przeobrażonych metamorficznych. Powstał pod wpływem wysokiej temperatury, w zróżnicowanych ciśnieniach. Typowy minerał skał metamorficznych, głównie gnejsów i łupków łyszczykowych. 
Miejsca występowania: Hiszpania, Rosja, Chiny, Indie, Kenia, RPA, Kanada, USA, Australia.
W Polsce występuje w Tatrach i Sudetach (Góry Sowie, Złote, Izerskie, okolice Strzelina). 

## Zastosowanie
- w przemyśle używane do produkcji materiałów ogniotrwałych, kwasoodpornych i ceramiki szlachetnej,
- w odlewnictwie jako sproszkowany materiał wysokoogniotrwały używany jest do wykonywania masy formierskiej,
- niektóre odmiany jako kamienie szlachetne.